# ヴァリャーグ (防護巡洋艦)
ヴァリャーグ（ヴァリャーク、ワリヤーグ；ロシア語: Варягヴァリャーク）は、ロシア帝国海軍の防護巡洋艦（Бронепалубный крейсер）で同型艦はない。本艦は日露戦争で仁川沖海戦の際に大日本帝国海軍との交戦で大破した時に、艦長が降伏より自沈を選んだことでその武勇を称賛された。自沈後に大日本帝国海軍に鹵獲され、修理されて二等巡洋艦「宗谷」となったが、第一次世界大戦時にロシア帝国に返還されて旧名に復したという希有な艦歴を持つ武勲艦である。竣工時の艦名は、古代ルーシ時代の「ヴァリャーグ」に因む。

## 艦形

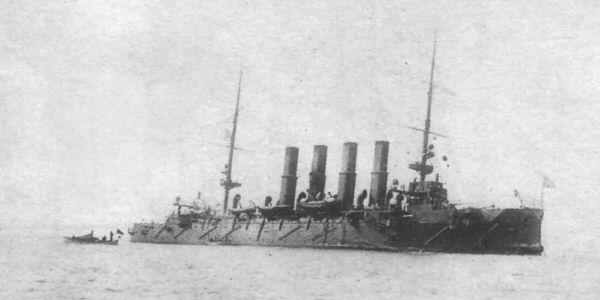
1904年2月9日、仁川での戦闘で損傷した「ヴァリャーグ」。

船体形状は艦首甲板の乾舷のみ高い短船首楼型船体を採用している。この時代の軍艦の特徴として艦首水面下に突出した衝角と魚雷発射管を持つ艦首から「15.2cm（45口径）速射砲」を防楯の付いた単装砲架で並列で2基を配置。
司令塔を組み込んだ艦橋の左右に船橋が設けられ、舷側ケースメイト配置で3番 - 6番主砲が片舷2基ずつ配置された。艦橋の後方に簡素な単脚式の前部マスト、等間隔に立つ4本煙突の周囲は艦載艇置き場となっており、2本1組のボート・ダビッドが片舷4基の計8基により運用された。単脚式の後檣の舷側ケースメイト配置で7番 - 10番が後向きに配置された。そして後部甲板上に11番・12番主砲が後向きの並列で2基を配置された。
この武装配置により前後方向に15.2cm砲4門、左右方向に最大15.2cm砲6門が指向できた。

## 主砲、その他の備砲・水雷兵装

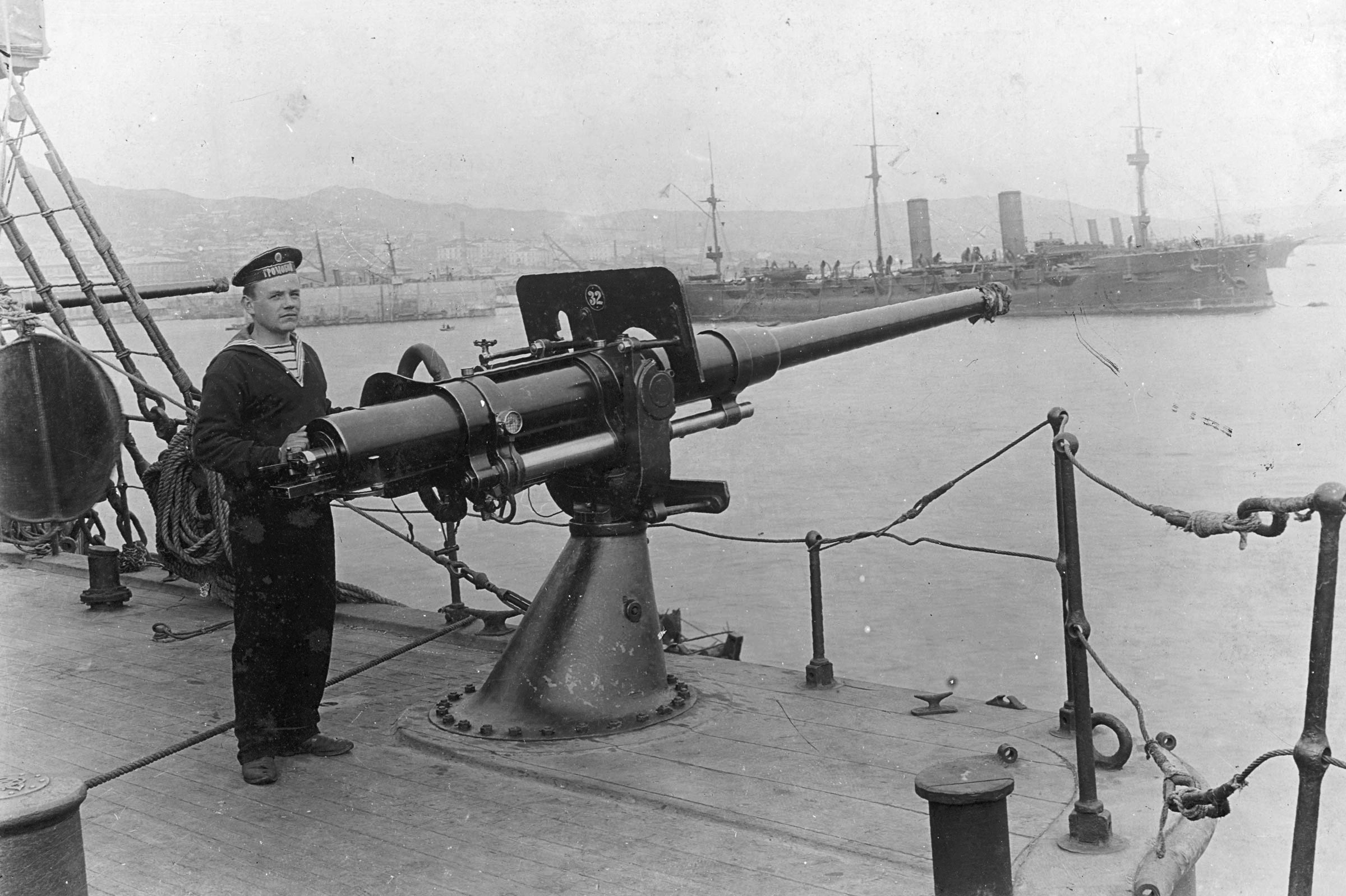
本艦にも装備された「Pattern 1892 7.5cm（50口径）速射砲」。写真は巡洋艦「グロムボイ」のもの。

主砲はフランスのカネー社の15.2cm砲をライセンス生産した「1892年型 15.2cm（45口径）速射砲」を採用した。その性能は41.4 kgの砲弾を、最大仰角20度で11,520 mまで届かせられた。この砲を単装砲架で12基を配置した。俯仰・旋回能力は甲板上で仰角20度・俯角6度で360度の旋回角度を持っていたが実際は上部構造物により射界を制限された。舷側ケースメイトでは仰角20度・俯角5度で旋回角度は100度であった。砲身の俯仰・砲塔の旋回・砲弾の揚弾・装填は主に人力を必要とした。発射速度は1分間に7発であった。
他に対水雷艇迎撃用にフランスのカネー社の7.5cm砲をライセンス生産した「1892年型 7.5cm（50口径）速射砲」を採用した。これを単装砲架で12基、オチキス 4.7cm（43口径）機砲を単装砲架で8基、オチキス 3.7cm（23口径）5連装ガトリング砲を単装砲架で2基を搭載した。他に水線部に45cm水中魚雷発射管を単装で6門を搭載した。

## 艦歴

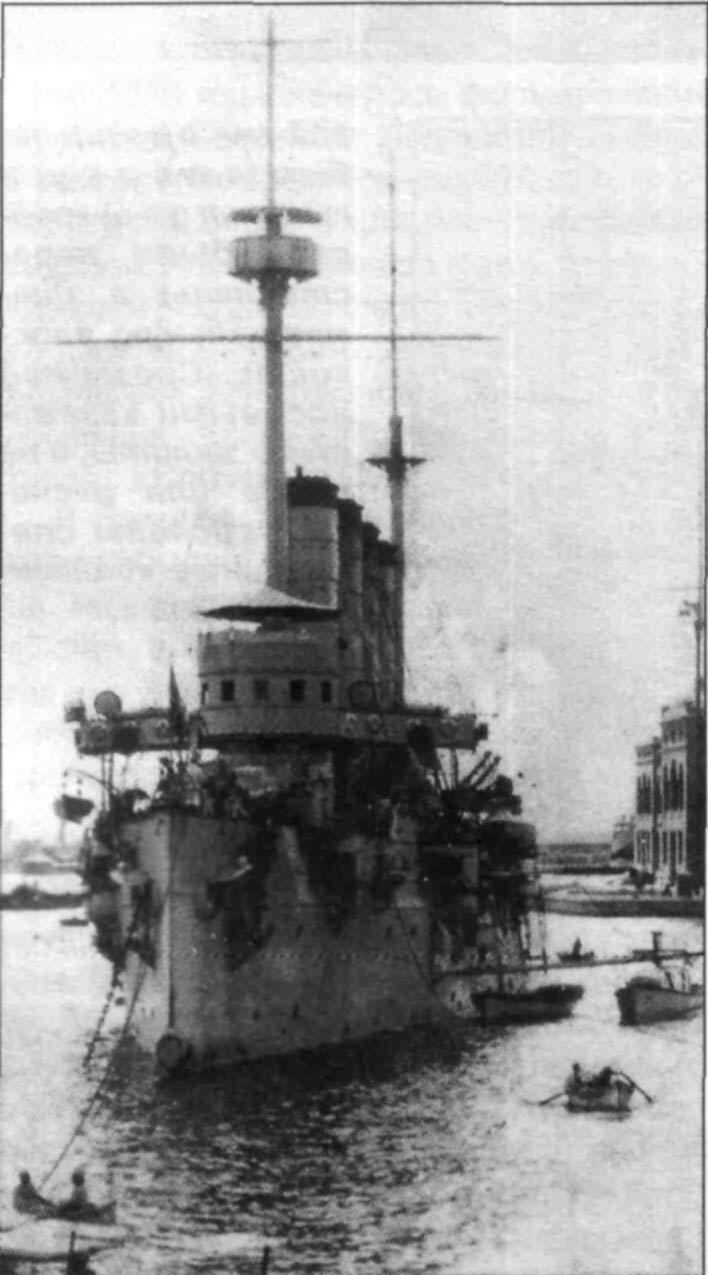
1916年、ポートサイドで停泊中の「ヴァリャーグ」。

- 1898年10月 - アメリカ、フィラデルフィアのウィリアム・クランプ・アンド・サンズで起工
- 1899年10月31日 - 進水
- 1901年1月2日 - 竣工
- 1904年 - 日露戦争に参加
  - 2月9日 - 仁川沖海戦で大破し自沈。この時の艦長はフセヴォロド・ルードネフ。
- 1905年
  - 8月8日 - 浮揚[1]。
  - 8月22日 - 大日本帝国海軍の艦籍に編入し二等巡洋艦「宗谷」となる。
- 1916年
  - 4月4日 - 日本海軍から除籍。
  - 5月4日 - ウラジオストクでロシアに返還され、再び「ヴァリャーグ」となる。
- 1917年12月8日 - ロシア革命の勃発に伴い、イギリスに抑留される。
- 1919年末  - 係留中に漏水のため着底・沈没。
- 1925年 - 解体

## 主な人物

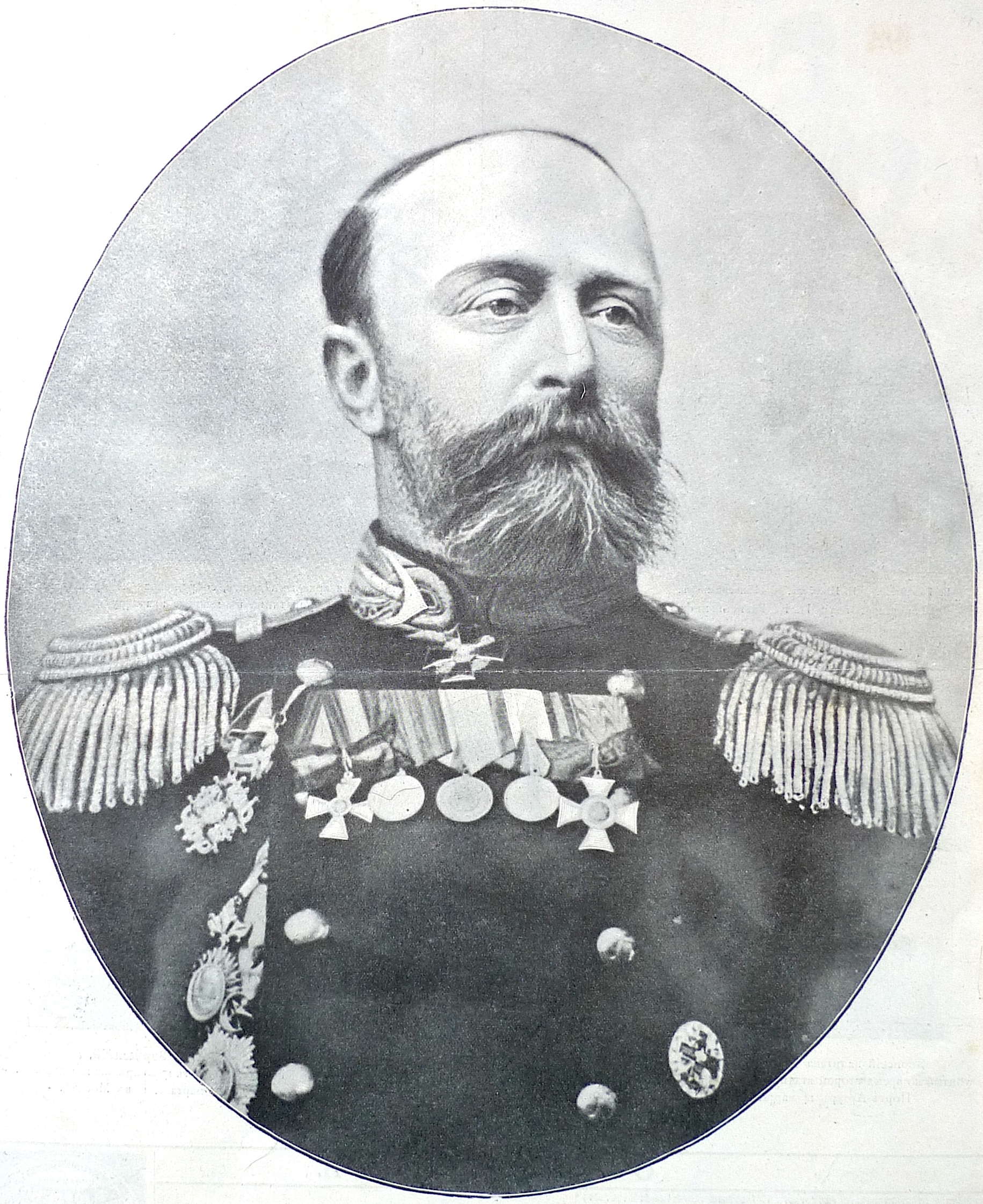
フセヴォロド・ルードネフ艦長(少将)
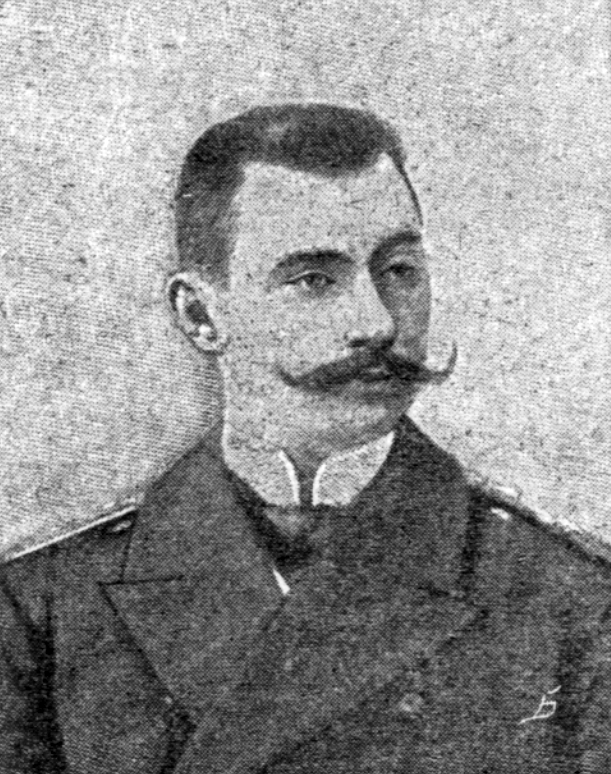
セルゲイ・ザルバーエフ（ロシア語版）上級砲兵将校(中尉)
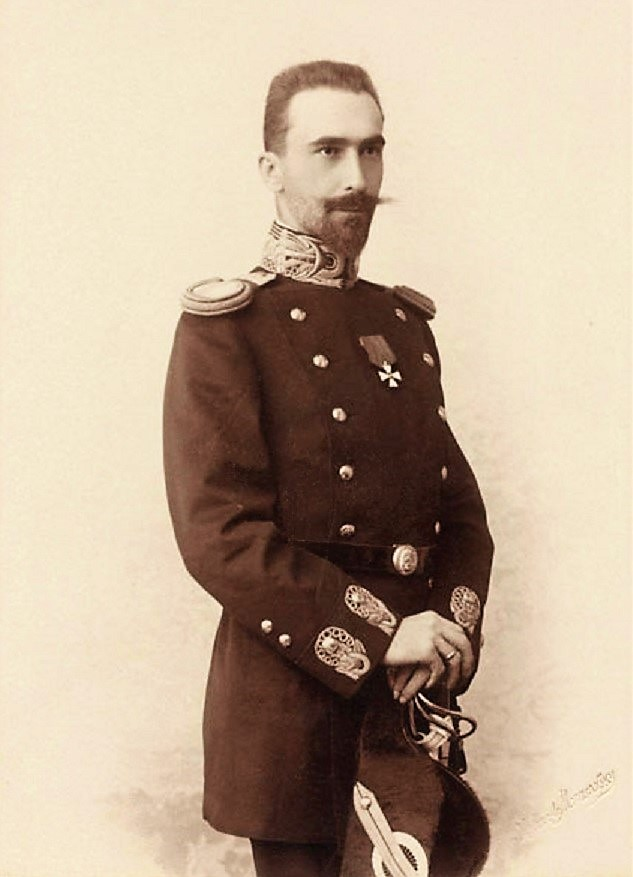
エフゲニー・ベーレンス（ロシア語版）上級航海士(中尉)
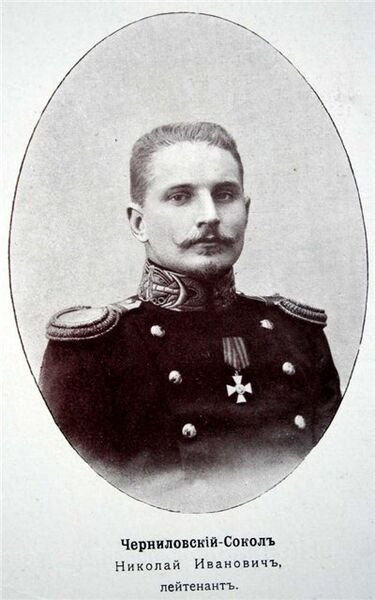
ニコライ・チェルニーロフスキー＝ソコル（ロシア語版）監査官(士官候補生)
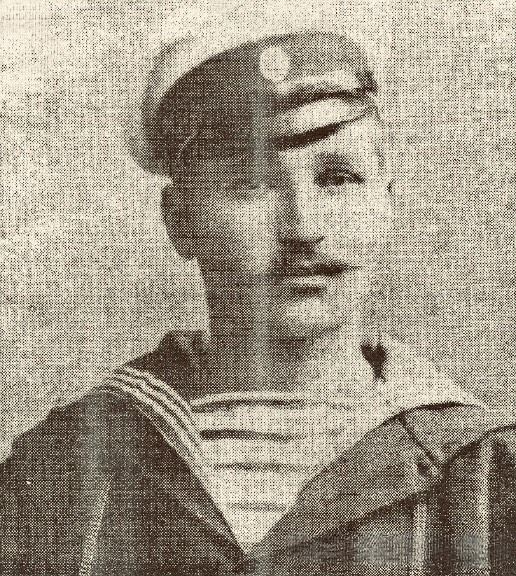
プロコーフィー・クズネツォフ操舵手(甲板長（英語版）)
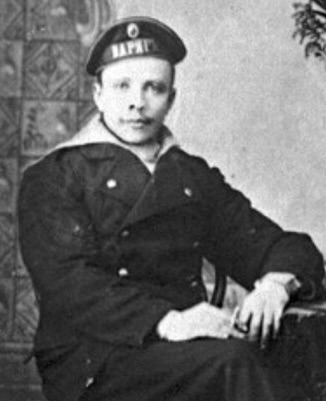
ニコライ・クヴァソフスキー一等技術士(下士官)
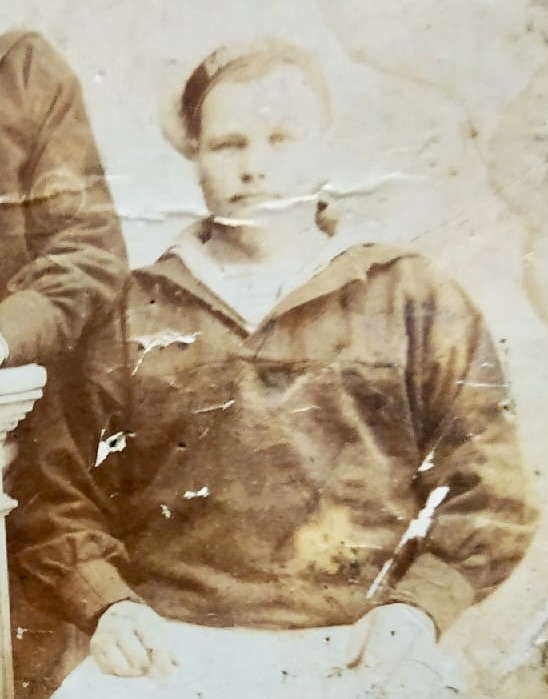
イワン・チェルノフ二等補給官（ロシア語版）(下士官)
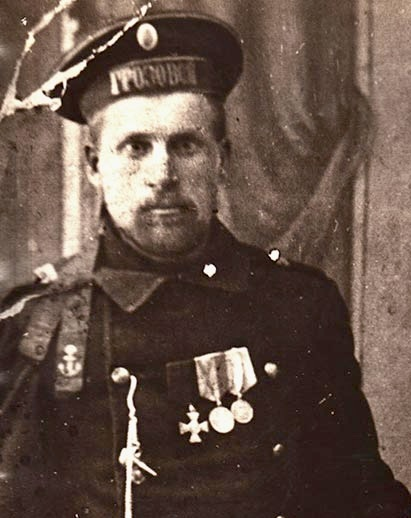
アレクセイ・コズイレフ鉱夫（ロシア語版）(下士官)
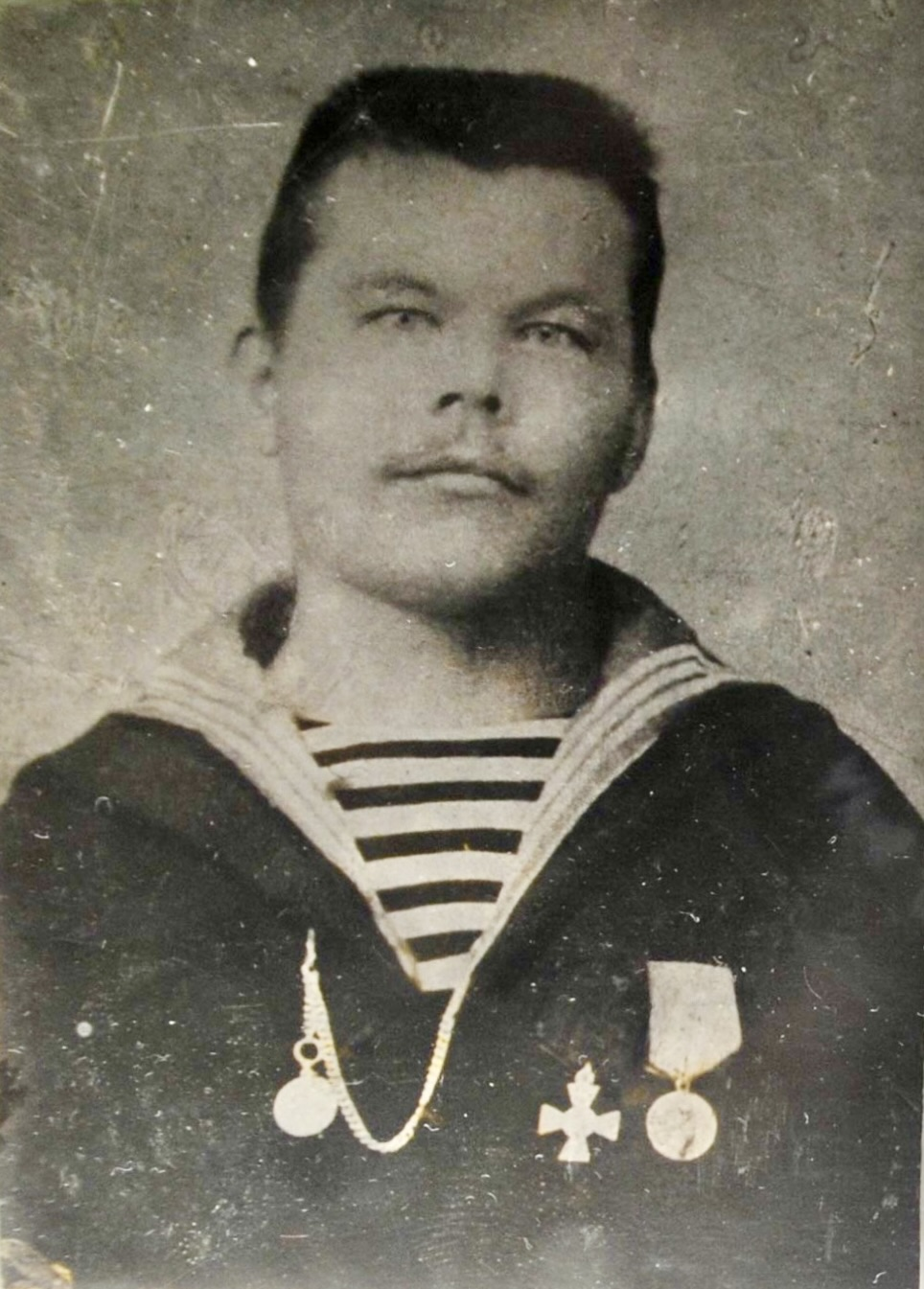
ヴァシーリー・ベロウソフ一等機関士
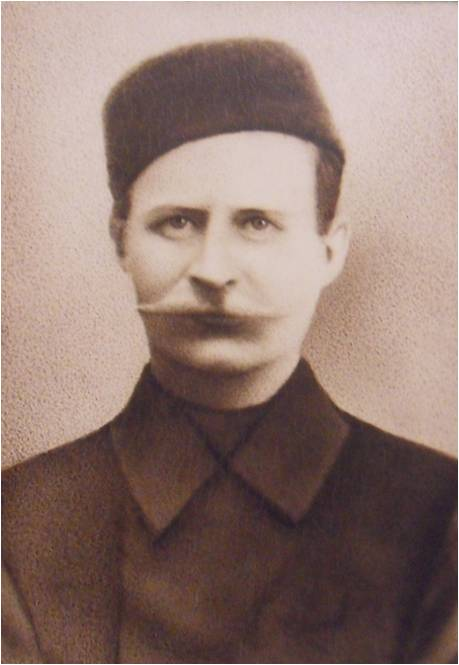
イワン・メドヴェージェフ信号手（ロシア語版）
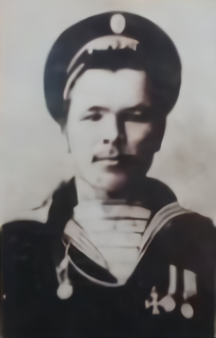
アレクセイ・オクロプコフ信号手
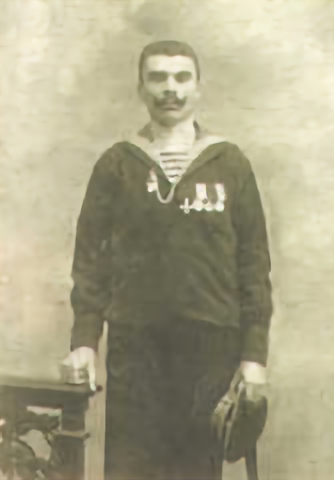
フョードル・ヴォレイチュク砲手
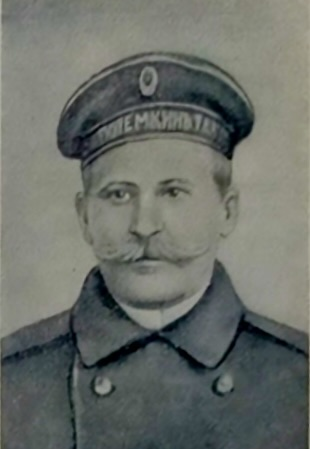
アドルフ・ヴォイツェホフスキー（ロシア語版）伝令兵(一等船員（ロシア語版）)
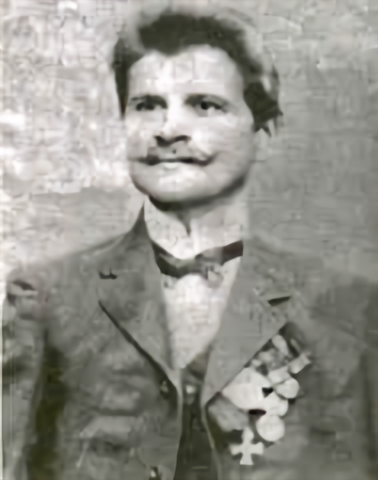
ミハイル・プロコポヴィッチ砲手（ロシア語版）(一等船員)
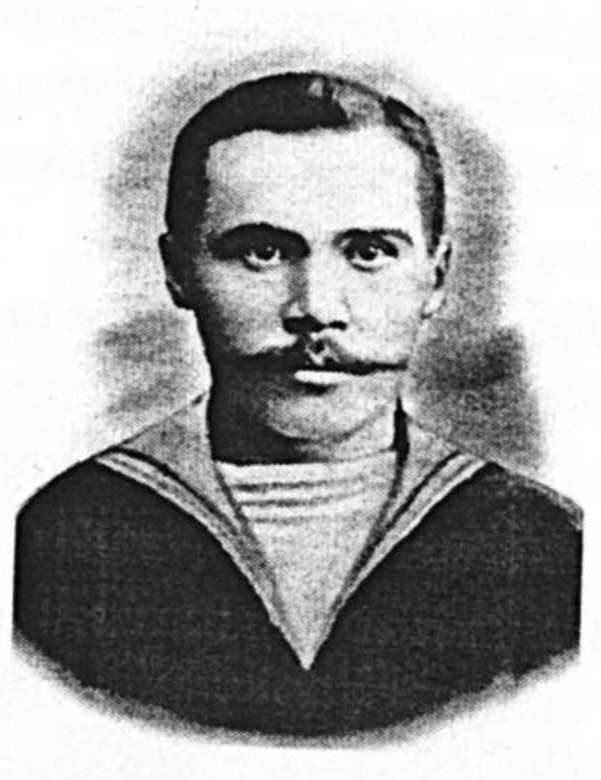
グリゴリー・ゾーリン一等船員

## エピソード
- 本艦はロシア革命後にイギリスに抑留され、その間に漏水によって沈没したが、2007年9月8日、沈没地点に近いイギリス・スコットランドのレンデルフト（英語版）にブロンズ製記念碑が建立された。ロシアの関係団体が主導し、除幕式には同国のチトフ外務次官らが出席した。
- 日露戦争当時のヴァリャーグで使用していた旗がロシア海軍中央博物館（ロシア語版）に保管されている。これは仁川メトロポリタン博物館の保管物を借り受けたものである[2]。
- 艦上で使用されていた鐘は引き揚げ後に博多の磯野鉄工場が所有していたが、1908年（明治41年）1月21日に福岡県立修猷館高等学校が寄宿舎開設6周年を記念して鉄工場主から購入し、明治末から大正年間にかけて寄宿舎の号鐘として用いられた[3]。現在は同校の資料館で展示されている[3]。